# Nuugaarsuk (Alluitsup Kangerlua)
Nuugaarsuk [ˌnuːˈɣɑːsːuk] (nach alter Rechtschreibung Nûgârssuk) ist eine wüst gefallene grönländische Siedlung im Distrikt Nanortalik in der Kommune Kujalleq.

## Lage
Nuugaarsuk liegt am Ende einer großen Landspitze, die in den Alluitsup Kangerlua hineinragt. Sieben Kilometer nordöstlich liegt Ammassivik, sechs Kilometer südwestlich Alluitsoq und elf Kilometer südwestlich Alluitsup Paa.

## Geschichte
Nuugaarsuk wurde erstmals 1811 besiedelt, war aber zwischenzeitlich verlassen. 1916 zogen die Bewohner von Kiinaalik nach Nuugaarsuk, um Fischfang für Alluitsoq zu betreiben. Der Wohnplatz war Teil der Gemeinde Sydprøven.
1919 lebten 52 Personen in Nuugaarsuk, die in sechs Häusern lebten. Unter ihnen waren vier Jäger, vier Fischer und ein Katechet. Die Bevölkerung lebte größtenteils von der Fischerei und der Robbenjagd. Bereits ein Jahr später wurde der Wohnplatz jedoch endgültig aufgegeben.